# Sierocy Kamień Oppersdorffa
Sierocy Kamień Oppersdorffa – skałka (ostaniec) na stoku Olszaka w Górach Opawskich, zaliczana do Karolinek. Znajduje się na skraju rezerwatu przyrody „Olszak”, na granicy wsi Pokrzywna i Jarnołtówek
Skałka pełniła funkcje graniczne od 1567, kiedy to w terenie wyznakowano granicę pomiędzy księstwem opolsko-raciborskim, w którego skład wchodziły dobra Prudnika, a księstwem nyskim biskupów wrocławskich. Została wówczas nazwana „Sierocym Kamieniem” przez starostę Johanna von Oppersdorff. Jednocześnie była jednym z Kamieni Granicznych Królewskiego Miasta Prudnika. Rozgraniczała tereny lasu miejskiego Prudnika od majątku właściciela Jarnołtówka. Prawdopodobnie był na niej wyryty monogram NST (od niemieckiej nazwy Prudnika – Neustadt) oraz herby księstwa nyskiego, które zostały skute po II wojnie światowej. Do lat 70. XX wieku wyznaczała granicę powiatów prudnickiego i nyskiego, obecnie przebiega tędy granica sołectw Pokrzywna i Jarnołtówek.
Kamień stanowi punkt widokowy z panoramą Doliny Złotego Potoku, Bukowej Góry, Srebrnej Kopy oraz Zamkowej Góry. Prowadzi tędy  szlak turystyczny Przełomu Złotego Potoku.